# Cimolesta
De Cimolesta zijn een groep van uitgestorven zoogdieren die leefden tijdens het Laat-Krijt en het Paleogeen. Gedacht wordt dat de Cimolesta waarschijnlijk geen placentaire zoogdieren zijn, maar een basalere groep binnen de Eutheria. Onzeker is of de verschillende groepen van de Cimolesta echt bij elkaar horen.

## Naamgeving
Malcom McKenna benoemde in 1975 de Cimolesta. Naamgever van de groep is het geslacht Cimolestes uit de Cimolestidae. McKenna plaatste diverse groepen van vroege zoogdieren uit de Eutheria binnen de Cimolesta. De Cimolesta kreeg de rang van orde, hoewel later ook andere rangaanduidingen werden gebruikt voor de Cimolesta. De groepen binnen de Cimolesta krijgen over het algemeen de rang van onderorde, maar mogelijk zijn het allemaal aparte ordes. De volgende groepen worden tot de Cimolesta gerekend:
- Apatotheria
- Didelphodonta
- Pantodonta
- Pantolesta
- Taeniodonta
- Tillodontia

Andere zoogdieren die (soms) tot de orde worden gerekend zijn de Ernanodonta, de Palaeoryctidae, de Wyolestinae en de geslachten Alostera, Avitotherium en Ravenictis.
Voorheen werden ook de nog levende schubdieren (Pholidota) en hun uitgestorven verwanten zoals de Palaeanodonta tot de Cimolesta gerekend. Deze groepen worden tegenwoordig ingedeeld bij de Ferae als zustergroep van de Carnivora en Creodonta.

## Kenmerken
De meeste zoogdieren uit de Cimolesta waren kleine, klimmende carnivoren of omnivoren. De meeste pantodonten weken hier als grote, op de grond levende herbivoren sterk van af, hoewel de eerste soorten zoals Alcidedorbignya wel aan het stereotype van de Cimolesta voldeden. 

## Nieuwe inzichten
In de grootste cladistische analyse tot dan toe van zoogdieren uit het Paleoceen in 2015 kwam de Cimolesta niet als natuurlijke groep naar voren. De Cimolestidae bleken inderdaad basale zoogdieren uit de Eutheria, als zustergroep van een clade die alle placentadieren omvat. Alostera en Avitotherium kwamen in de analyse als nog basalere eutheriën naar voren. Meerdere groepen werden geduid als behorend tot de Laurasiatheria, meer bepaald de Scrotifera (vleermuizen, roofdieren, even- en onevenhoevigen). De Pantodonta en Tillodontia kwamen naar voren als zustergroepen in een clade met enkele 'condylarthen'. De Pantolesta en Wyolestinae werden geduid als verwanten van de schubdieren. Didelphodus en Palaeoryctidae behoren volgens de analyse tot een clade met onder meer de Creodonta. De Apatotheria viel binnen de Euarchonta met Mixodectes als zustertaxon. De Taeniodonta waren in een eerdere cladistische analyse geduid als een stameutheriërs.
Een cladistische analyse in 2015 pleitte ook tegen de Cimolesta als natuurlijke groep. Ook in deze analyse werd Cimolestes geduid als basale eutheriër. De indeling van de Pantodonta en Tillodontia als zustergroepen binnen de Scrotifera werd bevestigd, nu met Didelphodus als nauwste verwant van de Pantodonta.